# Hermann Frese
Hermann Frese (* 26. März 1843 in Bremen; † 16. Januar 1909 in Bremen) war ein deutscher Politiker, Reichstagsabgeordneter und Mitglied des Bremer Senats.

## Biografie
Frese war der Sohn des Tabakarbeiters und Tabakmaklers Johann Hinrich Christian Freese († 1878) und dessen Ehefrau Maria Schierenbeck († 1879).
Er besuchte die Handelsschule in Bremen, wurde wie sein Vater Tabakhändler und erwarb sich ein beträchtliches Vermögen. Die ehemalige, von Georg Kunoth vertonte Bremer Hymne von 1870 verdankt ihren Text Hermann Frese. 1892 wurde er in die Vertretung der Handelskammer Bremen gewählt. 1893 wurde er für den Bremischen Reichsverein als liberaler Politiker für den Reichstag aufgestellt und für den Reichstagswahlkreis Freie Hansestadt Bremen zum Mitglied des Reichstages gewählt. Dieses Mandat konnte er bis 1903 ausüben. 1903 unterlag er bei den Wahlen knapp dem SPD-Kandidaten Hinrich Schmalfeldt.
Von 1903 bis 1909 war er Senator in Bremen. Als Senator war er für Steuer- und Finanzangelegenheiten zuständig. Er war 1903 Mitgründer des Verkehrsvereins der Freien Hansestadt Bremen und mit Heinrich Wiegand, Franz Ernst Schütte, Rudolph Quidde, Heinrich Bömers sowie den Senatoren Karl Stadtländer, Dr. Marcus und Hermann Hildebrand im Vorstand aktiv. Von 1908 bis zu seinem Tod 1909 war er auch Vorsitzer der Deutschen Gesellschaft zur Rettung Schiffbrüchiger (DGzRS).
Die Villa Frese  in Bremen - Schwachhausen, Schwachhauser Heerstraße 59, wurde 1897 nach Plänen von Eduard Gildemeister und Wilhelm Sunkel für ihn gebaut.
Freese heiratete 1867 Amalie Caroline Wilhelmine Arndt (1847–1926). Das Paar hatte 2 Söhne und 3 Töchter, darunter:
- Otto (1871–1955), Professor der Kehlkopf- und Nasenheilkunde
- Roland († 1954), Tabakkaufmann

### Ehrungen
Die Hermann-Frese-Straße in Bremen-Oberneuland wurde nach ihm benannt.